# Кумська сивіла

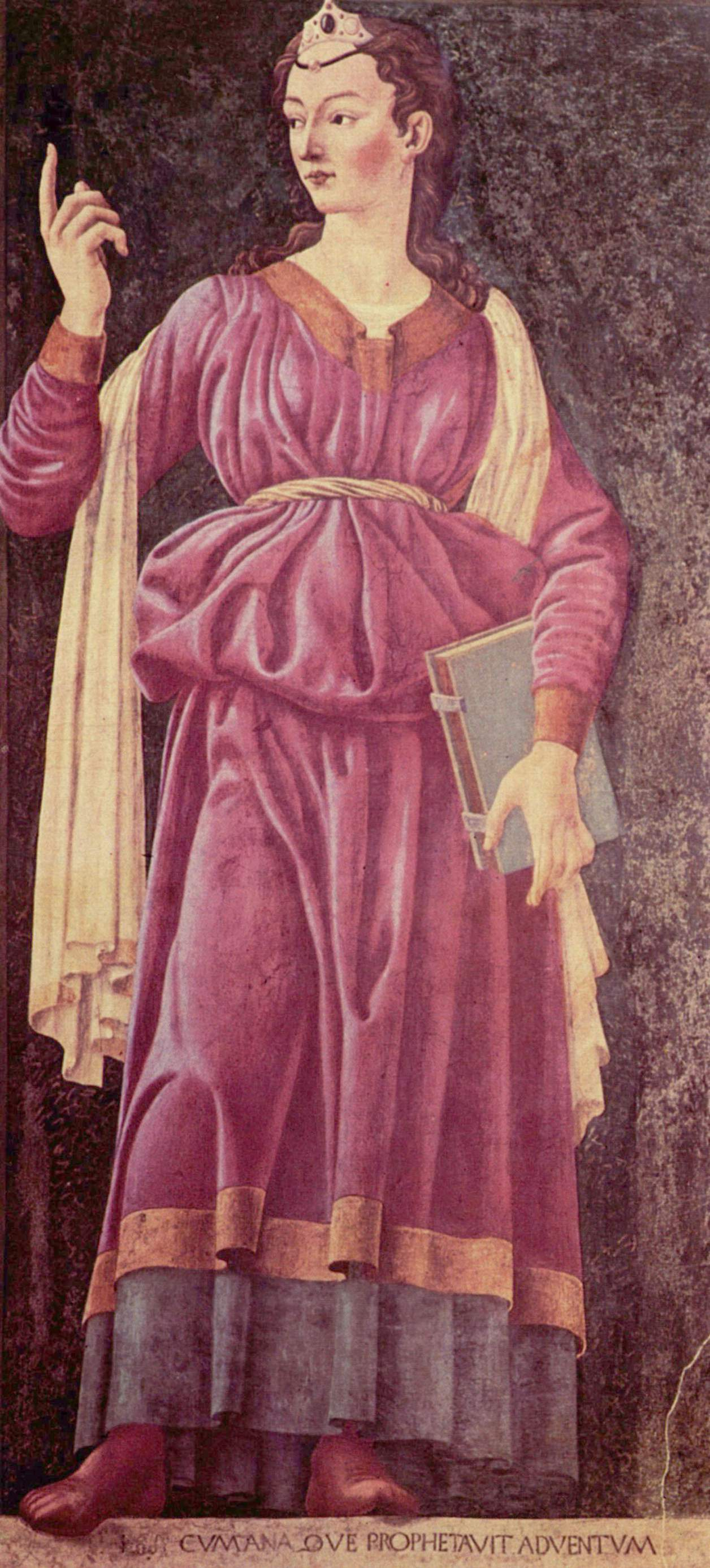
Сивіла Кумська, автор Андреа дель Кастаньйо

Сиві́ла ку́мська (дав.-гр. Σιβυλλα; лат. Sibylla Cumana; Sibylla) — жриця, пророчиця, що головує в храмі Аполлона в Куми, давньогрецькій колонії, розташованій неподалік від сучасного Неаполя, Італія. Легенди про Сивілу кумську існували в багатьох місцях Стародавнього світу. Ім'я прийшло через латину від давньогрецького слова «сибілла», тобто пророчиця. Відома під різними іменами: Герофіла у Павсанія і Лактанція; Деїфоба, дочка Главка в «Енеїді» Вергілія; Амальтея, Дафна, Манто, Фемоноя в інших джерелах.
Географічна близькість до Риму та її важливе місце в легендах раннього Риму зробили її однією з найвідоміших пророчиць серед римлян. Переказ приписує Сивілі кумській авторство Сивілиних книг, які в суворій таємниці зберігалися спочатку на Капітолійському пагорбі, а пізніше — на Палатині.

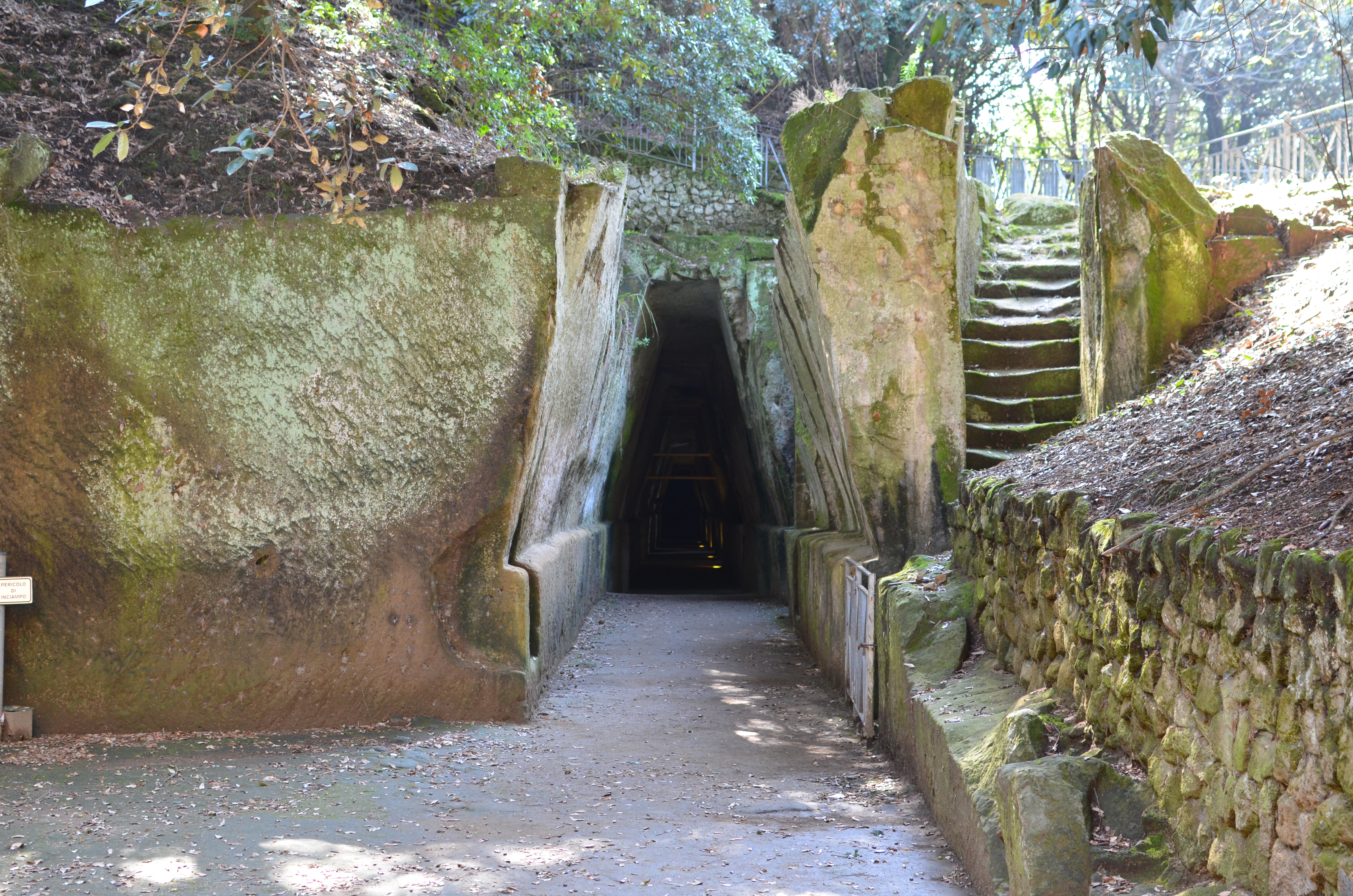
Вхід до печери Сивіли кумської

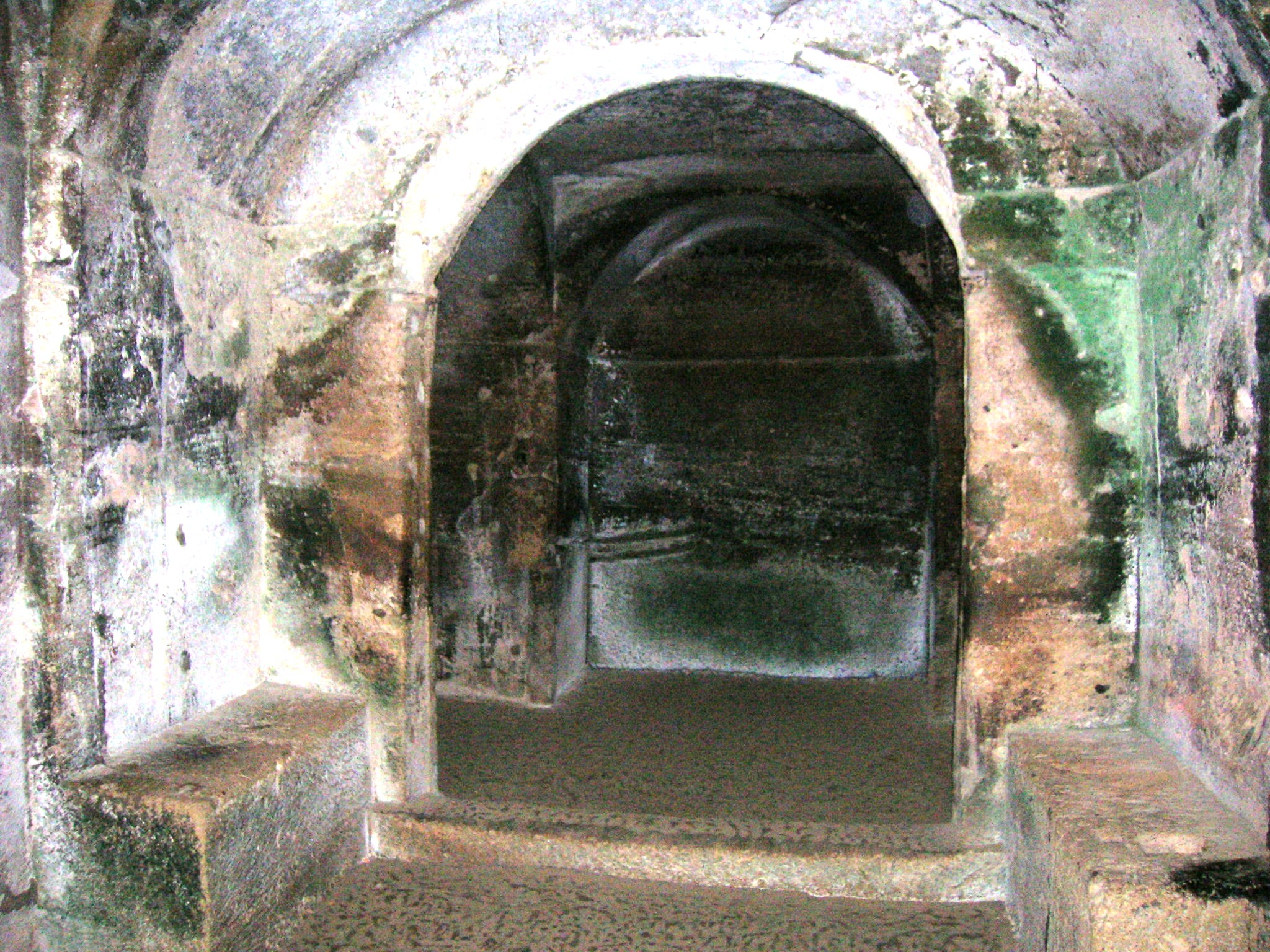
Апартаменти Сивіли кумської

В давньогрецькій колонії Куми, у підніжжя гори, на якій знаходився Акрополь міста з головними храмами Юпітера та Аполлона, існує печера, що носить назву «Печера сивіли» (англ.Cave of the Sibyl, італ.Grotta della Sibilla), де за легендами Сивіла Кумська проживала та писала свої пророцтва. За деякими даними подібна печера знаходиться на березі вулканічного озера Аверно, що знаходиться між містами Куми та Поццуолі, є подібна печера. Обидві версії мають право на існування і вказувати на кілька печер, що пов'язані з Сивілою кумською.

## Давньоримські пророцтва Сивіли кумської
Історія придбання Сивілиних книг останнім легендарним римським царем Луцієм Тарквінієм Гордим або, за деякими даними, римським царем Тарквінієм Пріском є однією з найвідоміших міфічних подій стародавньої римської історії. Марк Теренцій Варрон у I ст. до н. е. писав, що за століття до того, в період 50-ї олімпіади, Сивіла кумська, під виглядом старої жінки, «яка не була мешканкою країни», таємно прибула до Риму. Вона запропонувала дев'ять книг-пророцтв царю Тарквінію. Коли цар відмовився від покупки через непомірну ціну, вона спалила три книги, а решту шість знову запропонувала Тарквінію за ту ж ціну. Він знову відмовився, після чого вона спалила ще три і повторила пропозицію. Тільки тоді за порадою Авгуравгурів Тарквіній погодився сплатити необхідну ціну, після чого стара зникла в натовпі.
Книги згодом зберігалися в храмі Юпітера на Капітолійському пагорбі в Римі, і зверталися до них за вказівками тільки в надзвичайних ситуаціях (наприклад, під час епідемії 293 р. до н. е., після поразок на початковому етапі Другої Пунічної війни). Храм згорів в 80-х роках до н. е. разом з книгами, що призвело до повторного збору пророцтв Сивіли по всій імперії. Вони ретельно сортувалися і ті, що були визнані справжніми, залишалися на збереження у відновленому храмі. Імператор Октавіан Август перевіз їх в храм Аполлона на Палатині, де вони залишалися протягом більшої частини імператорського періоду в історії Риму.
Пізніше книги були спалені в 405 році полководцем Стиліхоном, який був християнином і вважав книги язичницькими а, отже, «злими». Під час вторгнення вестготів п'ять років по тому, в 410 році нашої ери, деякі язичники (зокрема державний діяч Клавдій Рутілій Намаціан) оплакували втрату книг, стверджуючи, що «вторгнення в місто було свідченням гніву богів і покаранням за знищення пророцтв».

## Згадки в стародавній літературі

### У Тацита
Тацит в своїх «Анналах» писав про уважне ставлення імператора Тиберія до доповнення збірок пророцтв Кумскої віщунки, який застерігав Сенат від поспішності та нагадував сенаторам, що при розгляді нових книг необхідно,
«як того вимагав звичай, щоб пророцтва були попередньо прочитані й оцінені магістрами,
так як під цим прославленим ім'ям поширювалося чимало всякої дурні...»— «Аннали, VI»

### У Вергілія
В «Енеїді» Вергілія пророчиця наспівувала пророцтва, як «пісні доль» або залишала їх записаними на листках дуба біля входу в свою печеру. Але якщо пориви вітру розкидали листя, вона не могла зібрати їх, щоб відновити власне пророцтво. Пророчиця знала шлях в підземне царство Аїда, що знаходився в сусідньому кратері Аверно. Еней просив у неї допомоги для спуску в нижній світ, щоб відвідати свого мертвого батька Анхіса, але Сивіла кумська застерігала його від такого небезпечного наміру:
«Троян, Анхіса син, повір: в Аверн спуститися неважко.
Всю довгу ніч, весь день в оселю Гадеса відкриті двері.
Назад звернути свої кроки, до світла, що на небі, повернутися.
Ось що найважче!»— «Енеїда», 6.126-129

### У Овідія
У «Метаморфозах» Овідія описується, що хоча вона і була смертною, Сивіла кумська жила близько тисячі років. Це сталося тоді, коли Аполлон запропонував виконати її бажання в обмін на її невинність. Вона взяла жменю пилу і попросила жити стільки днів, скільки пилинок вона тримала [6]:
«Я упустила лиш одне: щоб залишатись юною завжди!
А тим часом пропонував він і роки, і вічну юність,
Якщо відкриюся любові. Але Фебів дар я відкидаю,
У дівах навіки залишаюсь; проте ж найщасливіший вік
Геть втік, і прийшла, тремтячою ходою, старість...»— «Метаморфози», 14, 139-143

### У Петронія
В романі «Сатириконі» Петронія є, що не отримавши від Аполлона вічної молодості, Сивіла старіла, тіло з роками ставало все менше, так що врешті-решт могло вміститися в невеличкій посудині, чути було тільки її голос. Трімалхіон, персонаж роману Петронія «Сатирикон», розповідав:
«А то ще бачив я Сивілу кумську в пляшці.
Діти її запитували: — «Сивіла, чого тобі треба?»,
А вона у відповідь: — «Помирати треба».»— «Сатирикон», 48

### У «Буколіках»
Костянтин Великий в слові «До зборів святих» до батьків Першого Вселенського Собору давав месіанське тлумачення четвертої сцени «Буколіки» (Еклоги IV), в якій Вергілій писав про наближення кінця світу в пророцтвах Сивіли кумської:
«Круг настав останній, по мовленні Кумської пророчиці,
Бо знову нині час, стрій величний починається...»— «Буколіки», IV, 4-5

## Образ в мистецтві

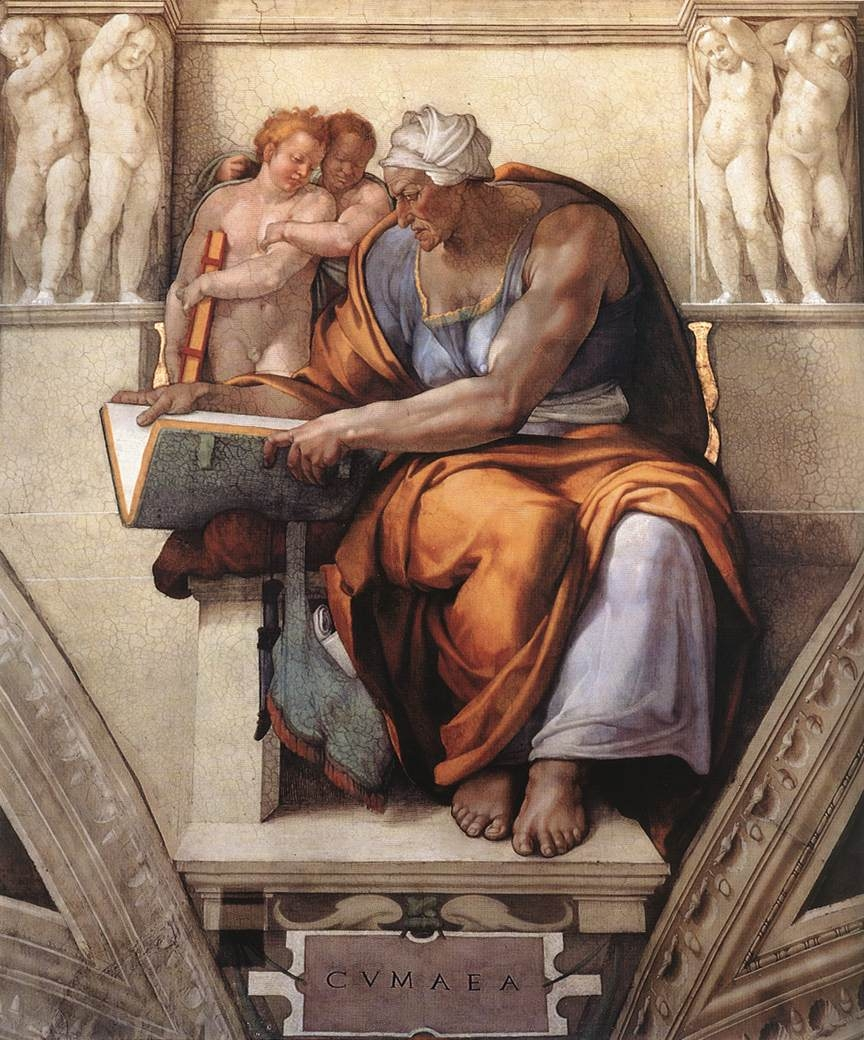
Мікеланджело, Сивіла кумська
Фреска із Сикстинскої капели

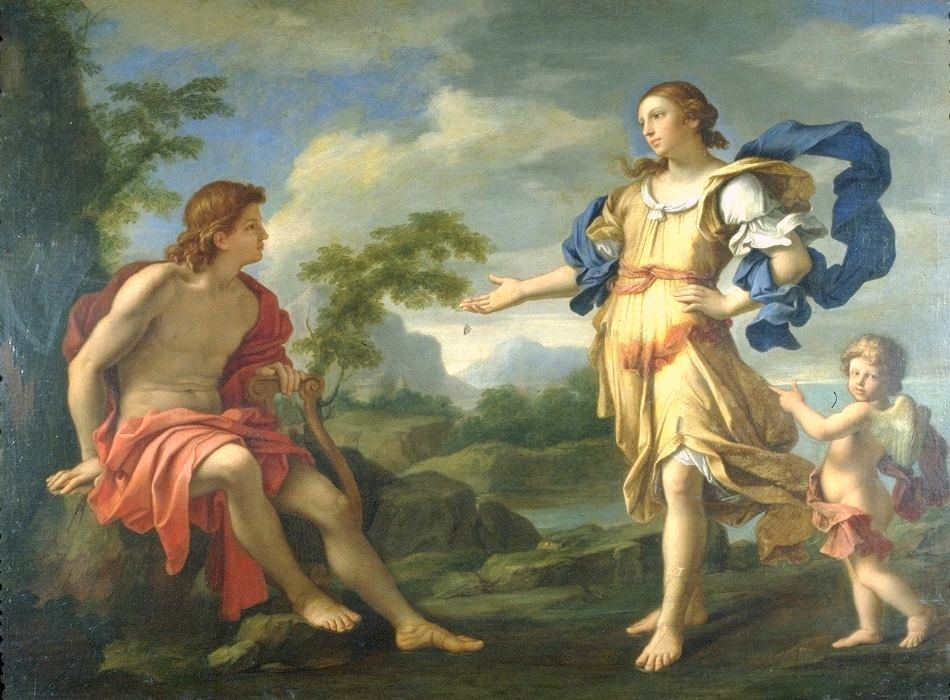
Джованні Черріні. «Аполлон і Сивіла кумська»

У зв'язку з популярністю Сивіли кумської її часто зображали художники. Пророчиця одна з чотирьох сивіл, зображених Рафаелем в Санта-Марія-делла-Паче. Вона також була написана Андреа дель Кастаньо для церкви Санта Аполлонія у Флоренції, а на стелі Сикстинської капели роботи Мікеланджело враження від її зображення затьмарює присутність інших пророчиць, навіть більш молодої та гарнішої Дельфійської сивіли. Вазарі, розповідаючи про Сикстинську капелу, згадував про цю фреску, написаної художником поруч з фігурою біблійного пророка Ісаї «Прекрасна стара сивіла, що, сидячи, з граничною витонченістю читає книгу…».
Писали її і інші художники — італійці Тіціан, Джованні Черріні, нідерландець Ян ван Ейк, французи — Клод Лоррен, Ноель Куапель, англійці — Едвард Берн-Джонс, Вільям Тернер. Ікона з образом Кумської сивіли написана 1673 р Богданом Салтановим, придворним живописцем царя Олексія Михайловича.